# Lista de gentílicos do Amapá
Esta é uma lista de gentílicos referentes a municípios do estado brasileiro do Amapá, cujos nativos ou moradores são chamados genericamente de amapaenses. A capital do estado, Macapá, está em destaque. 
Sobre gentílicos em geral, cumpre destacar as normas ortográficas em vigor desde o Formulário Ortográfico de 1943, que diz, em seu item 42:
Os topônimos de tradição histórica secular não sofrem alteração alguma na sua grafia, quando já esteja consagrada pelo consenso diuturno dos brasileiros. Sirva de exemplo o topônimo "Bahia", que conservará esta forma quando se aplicar em referência ao Estado e à cidade que têm esse nome. Observação: os compostos e derivados desses topônimos obedecerão às normas gerais do vocabulário comum.— Academia Brasileira de Letras

## Gentílicos dos municípios amapaenses
- Amapá – amapaense
- Calçoene – calçoenense
- Cutias – cutiense
- Ferreira Gomes – ferreirense
- Itaubal – itaubense
- Laranjal do Jari – laranjalense
- Macapá – macapaense
- Mazagão – mazaganista, mazaganense ou mazaguense
- Oiapoque – oiapoquense
- Pedra Branca do Amapari – pedrabrancaniense
- Porto Grande – portograndense
- Pracuúba – pracuubense
- Santana – santanense
- Serra do Navio – serra-naviense
- Tartarugalzinho – tartarugalense ou tartaruguense
- Vitória do Jari – vitorense